# 단양 장씨
단양 장씨(丹陽張氏)는 충청북도 단양군을 본관으로 하는 한국의 성씨이다. 계보를 달리하는 두 계통이 있다.

## 역사
단양장씨(丹陽張氏)는 같은 본관(本貫)이면서도 계보(系譜)를 달리하는 두 계통(系統)이 있다.

### 선단양
선단양(先丹陽)으로 불리는 계통(系統)은 장순익(張順翼)을 시조로 모시는데, 그는 인동 장씨 시조 장정필(張貞弼)의 증손인 장지현(張之賢)의 셋째 아들로 고려(高麗) 때 금자광록대부(金紫光祿大夫), 문하시중(門下侍中)을 지내고 단양군(丹陽君)에 봉해졌다. 이에 후손들이 그를 시조로 단양(丹陽)을 본관(本貫)으로 하여 세계(世系)를 이어왔다고 한다.

### 후단양
후단양(後丹陽)으로 불리는 계통은 장무용(張戊用)을 시조로 모시는데, 그는 장정필의 14세손으로 결성부원군(結城府院君)에 봉해졌던 결성 장씨 장사(張楒)의 둘째 아들이다.

## 본관
단양(丹陽)은 충청북도 단양군의 지명이다. 고구려의 적산현(赤山縣) 혹은 적성현(赤城縣) 일대였다. 단양은 삼국시대에 삼국이 각축을 벌였던 지역으로, 551년(신라 진흥왕 12)에 백제와 신라의 공동작전으로 신라의 영토가 되어 진흥왕이 순시할 때 세운 적성비가 남아 있다. 757년(경덕왕 16)에 내제군(奈提郡 : 堤川)의 영현(領縣)이 되었다. 940년(고려 태조 23)에 단산현(丹山縣)으로 이름을 바꾸고 1018년(현종 9)에 원주(原州)에 속하였다가 뒤에 충주(忠州)의 속현이 되었다. 1291년(충렬왕 17) 감무(監務)를 두면서 독립하였고, 1318년(충숙왕 5)에 단양으로 개칭하여 지군사(知郡事)로 승격하였다. 1413년(태종 13)에 군(郡)이 되었고, 1895년(고종 32) 지방제도 개정으로 충주부(忠州府)의 관할하에 들어갔다가, 1914년에 군면 폐합으로 영춘군(永春郡)을 병합하여 단양군이 되었다. 1979년에 단양면이 읍으로 승격되었다.

## 인물
- 장온(張溫) : 아버지는 교동현감(喬桐縣監) 장계손(張季孫)이다. 1470년(성종 1) 무과에 급제하여 주부(注簿)가 되었다. 이후 오위도총부도사 겸 내금위장(五衛都摠府都事兼內禁衛將)을 역임하였다. 1506년(중종 1) 중종반정에 가담하여 정국공신(靖國功臣) 3등에 올랐고 이어 단양군(丹陽君)으로 봉해졌다. 통훈대부(通訓大夫) 행 사옹원판관(行司饔院判官), 호조참판을 지냈고, 좌찬성에 추증되었다. 묘소는 여주군 홍천면 신근 2리에 있고, 사당과 신도비도 함께 있다. 아들 장국정(張國禎)은 1528년(중종 23) 무자(戊子) 식년시(式年試) 진사(進士) 2등 25위로 합격하였다.
- 장충범(張忠範, ? ∼ 1597년) : 조선 중기의 무신. 본관은 단양(丹陽). 장언구의 아들로, 음보로 군자감주부(軍資監主簿)를 지냈다. 1592년(선조 25)에 임진왜란이 일어나자 충주(忠州)에서 적과 싸우다 부상당하고 향리(鄕里)인 삼생리에 와서 치료하였다. 그 후 1597년(선조 30)에 창의현 생극면 생리 구진터에서 왜병과 싸우다 전사했다. 그 공으로 1605년(선조 38)에 임금의 명으로 공신임을 인정하는 문서가 하사되고, 1857년(철종 8)에 증이조참판선무원종군(贈吏曹參判宣武原從軍)의 충신정려(忠臣旌閭)가 내려졌다. 또 1971년 생극면 생리에 임난공신장충범장군기념비(壬亂功臣張忠範將軍記念碑)가 건립되었다.
- 장호리(張浩利, 1895년 ~ 1971년) : 독립운동가
- 장우성(張遇聖, 1912년 ~ 2005년) : 현대 화가
- 장광근(張光根, 1954년 ~ 2023년) : 국회의원
- 장옥주(張玉珠, 1959년 ~ ) : 제5대 보건복지부 차관
- 장현성(張鉉誠, 1970년 ~ ) : 배우
- 장지현(한자 불명, 1973년 ~ ) : 축구 해설가
- 장현진(張玄塡, 1976년 ~ ) : 카레이서
- 장하나(張하나, 1977년 ~ ) : 국회의원

## 과거 급제자
단양 장씨는 조선시대 문과 급제자 7명을 배출하였다.
고려 문과
장덕량(張德良) 장자숭(張子崇) 장한문(張漢文)
문과
장강(張綱) 장규홍(張逵鴻) 장우추(張宇樞) 장익(張翼) 장적(張籍)
장형운(張亨運) 장흡(張洽)
무과
장경(張景) 장계손(張季孫) 장계재(張繼載) 장덕문(張德文) 장도웅(張道雄)
장득신(張得信) 장만상(張萬翔) 장만핵(張萬翮) 장성철(張性喆) 장세만(張世萬)
장시원(張時元) 장애운(張愛雲) 장언량(張彦良) 장영수(張永水) 장영재(張永載)
장용한(張龍翰) 장우진(張友軫) 장웅건(張雄建) 장응룡(張應龍) 장응삼(張應三)
장의원(張義元) 장인원(張仁元) 장진급(張振及) 장진익(張鎭翼) 장진충(張振翀)
장천강(張天江) 장충국(張忠國) 장치한(張致漢) 장하룡(張河龍) 장한근(張漢根)
장한제(張漢濟)
생원시
장규정(張奎井) 장기중(張基中) 장달근(張達根) 장석구(張錫耉) 장세균(張世鈞)
장용(張墉) 장윤재(張胤載) 장응두(張應斗) 장지순(張志淳) 장진(張溍)
장칙(張侙) 장학룡(張學龍) 장한봉(張漢鳳) 장흡(張洽)
진사시
장국정(張國禎) 장석오(張錫午) 장수철(張壽鐵) 장승봉(張昇鳳) 장언구(張彦玖)
장옥(張鋈) 장용오(張容五) 장우한(張祐漢) 장윤(張綸) 장적(張籍)
장지묵(張志默) 장치상(張致祥) 장칙(張侙) 장회근(張會根) 장효영(張孝永)
장후보(張後輔) 장흡(張洽)
율과
장세창(張世昌) 장수철(張守哲)
의과
장사원(張思遠)

## 인구
- 1985년 7,365가구, 30,521명
- 2000년 10,541가구 33,295명
- 2015년 44,334명~